# Djurgårdens IF Dam
O Djurgårdens IF Damfotbollsförening, vulgarmente conhecido como Djurgårdens IF ou simplesmente Djurgården ou DIF ( PRONÚNCIA SUECA), é a secção de futebol feminino do Djurgårdens IF, clube sediado na cidade de Estocolmo, na Suécia. 

Disputa os seus jogos em casa no estádio  Tele2 Arena, com capacidade para 30 000 pessoas.

Foi fundado em 2003.

É um dos maiores clubes de futebol feminino do país, tendo vencido várias vezes o Campeonato Sueco de Futebol Feminino (Damallsvenskan) e a Copa da Suécia de Futebol Feminino (Svenska cupen i fotboll för damer).
 
Atualmente (2024) disputa o Campeonato Sueco de Futebol Feminino (Damallsvenskan), a primeira divisão de futebol feminino da Suécia.                                

## História
Foi fundado em 2003 como Djurgården/Älvsjö, pela fusão da secção feminina do Djurgårdens IF e do Älvsjö AIK.
A partir de 2007, o clube usa o nome Djurgården Damfotboll.

## Títulos e palmarés
Atualizado a 19 de setembro de 2023
O Djurgårdens IF Dam conquistou vários títulos durante a sua história desportiva:
- Campeonato Sueco de Futebol Feminino (Damallsvenskan) : 2

(2003 e 2004)
- Copa da Suécia de Futebol Feminino (Svenska cupen i fotboll för damer) : 2

(2004 e 2005).
- Copa da UEFA Feminina: Finalista em 2005

## Jogadoras destacadas
- Nadine Angerer (2008)
- Kristin "Kicki" Bengtsson (2004–2007)
- Victoria Sandell Svensson (2003–2009)
- Sara Thunebro (2003–2009)
- Jane Törnqvist (2003–2007)